# Denebola (genre)
Denebola brachycephala
Genre
Espèce
Denebola est un genre éteint de cétacés odontocètes de la famille des Monodontidae, un proche parent du béluga moderne.
Ses restes fossiles n'ont été découverts qu'en Basse-Californie, au Mexique. Ils ont été extraits de la partie inférieure de la formation géologique d'Almejas datée du Miocène supérieur (Messinien), soit il y a environ entre 7,246 et 5,333 millions d'années.
La seule espèce connue est Denebola brachycephala, décrite par Lawrence G. Barnes en 1984.

## Description
Denebola brachycephala mesurait entre 3,50 et 5 mètres de long et pesait 250 à 700 kg.